# Colostygia fremonti
Colostygia fremonti là một loài bướm đêm trong họ Geometridae.